# El edificio de los chilenos
El edificio de los chilenos és una pel·lícula documental xilena de 2011, dirigida per Macarena Aguiló i Susana Foxley.

## Trama
A finals dels anys 1970, els militants del Movimiento de Izquierda Revolucionaria (MIR) exiliats a Europa van tornar a Xile per lluitar clandestinament contra la dictadura. Molts d'ells tenien fills que no podien portar amb ells.
Per a aquells nens va néixer el Projecte Hogares, un espai de vida comunitària que va reunir més de seixanta fills de militants atesos per vint adults, anomenats Pares Socials. A la pel·lícula, que retrata la tragèdia d'un període històric també utilitzant l'animació, la directora relata en primera persona la seva experiència dramàtica.

## Agraïments
- Festival Internacional de Cinema Documental i Animació de Leipzig 2010: Menció honorífica
- ChileReality Festival de Cine Documental de Chillán 2010: Millor documental
- Festival Internacional del Nou Cinema Llatinoamericà de l'Havana de 2010: Segon Premi Coral.[2]
- XVII Mostra de Cinema Llatinoamericà de Catalunya: Premi al millor documental[3]